# قشلاق حاج سليمان علي غشاد تيموري (مقاطعة بيله سوار)
قشلاق حاج سلیمان علي غشاد تیموري (بالفارسية: قشلاق حاج سلیمان علی گشادتیموری) هي منطقة سكنية تقع في إيران في قسم قشلاق الشرقي الريفي. يقدر عدد سكانها بـ 43 نسمة .